# Comyns Beaumont
William Comyns Beaumont, även känd som Comyns Beaumont, född 1873, död 1956, var en författare för tidningen Daily Mail, och blev senare redaktör för The Bystander runt 1903. Beaumont hade ovanliga idéer, av vilka många senare blev speglade i Immanuel Velikovskys verk.
Beaumont ansåg bland annat att:
- Klimatförändringarna skapas på grund av asteroider som landar på jorden.
- de egyptiska dynastierna koloniserade Wales åtminstone fram till 1400 före Kristus.
- Jerusalem egentligen låg i Edinburgh.
- William Shakespeares arbeten var alla skapade av Francis Bacon.
- Francis Bacon är även son till drottning Elisabet I av England.
- Det finns en sionistisk komplott att erövra det brittiska kejsardömet.
- En del av denna komplott var fel information genom Bibeln, som bland annat dolde sanningen om att det heliga landet låg i Storbritannien, inte i Palestina.
- De brittiska öarna är Atlantis.
- Jesus var född i Glastonbury, och levde sitt liv i Somerset.

## Arbete
- The Riddle of the Earth, 1925
- The Mysterious Comet: Or the Origin, Building up, and Destruction of Worlds, by means of Cometary Contacts, 1932
- The Riddle of Prehistoric Britain, 1946
- Britain, the Key to World History, 1947
- The Private Life of the Virgin Queen, 1947
- A Rebel in Fleet Street, 1948
- After Atlantis: the Greatest Story Never Told (inte släppt)